# Pozo

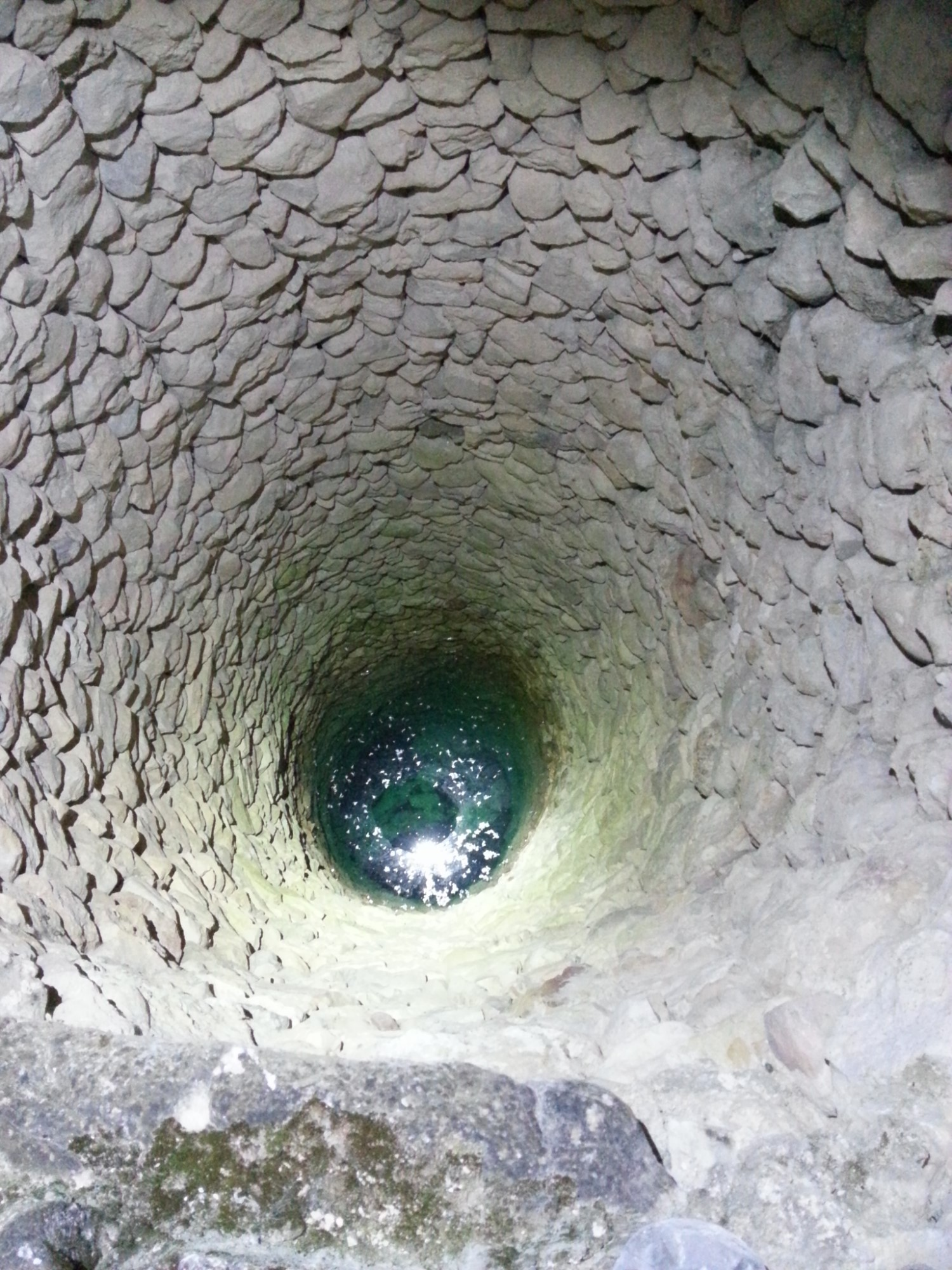
Interior de un pozo de agua, de época islámica, en la provincia de Jaén, España.

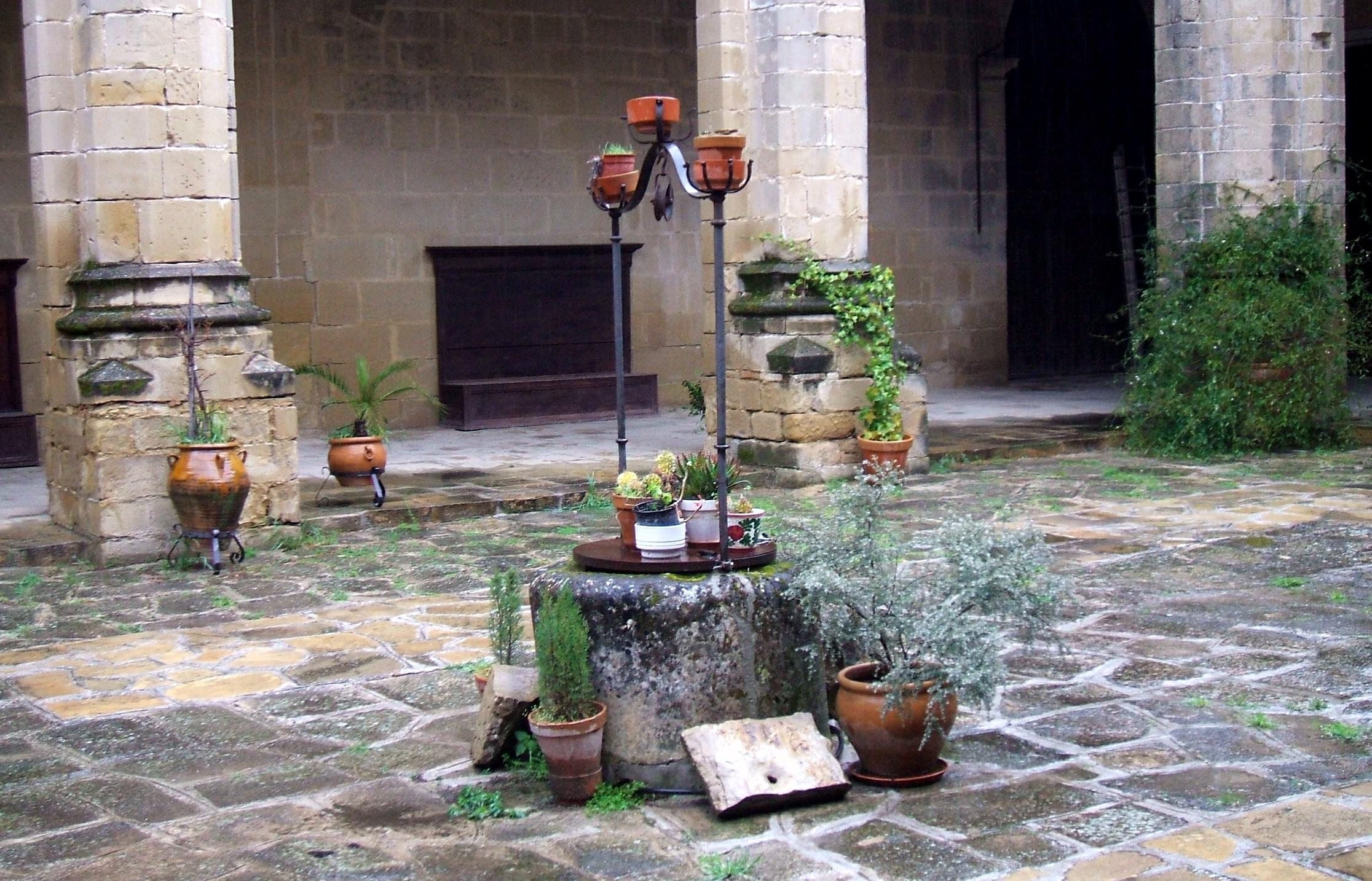
Brocal del pozo del claustro de la catedral de Baeza (Jaén, Andalucía, España).

Un pozo es un agujero, excavación o túnel vertical que perfora la tierra, hasta una profundidad suficiente para alcanzar lo que se busca, sea la reserva de agua subterránea de una capa freática o fluidos como el petróleo. Construidos con desarrollo y forma cilíndrica —en la mayoría de los casos—, se suelen asegurar sus paredes con ladrillo, piedra, cemento o madera, para evitar su deterioro y derrumbe, que podrían causar el taponamiento del pozo.
Tradicionalmente, los pozos se han excavado a mano, como sigue siendo el caso en las zonas rurales del mundo en desarrollo. Estos pozos son económicos y de baja tecnología, ya que utilizan principalmente mano de obra manual, y la estructura se puede revestir con ladrillo o piedra a medida que avanza la excavación. Un método más moderno llamado caisson utiliza anillos de pozo de hormigón armado prefabricado que se bajan al agujero. Los pozos hincados se pueden crear en material no consolidado con una estructura de pozo, que consta de un punto de hincado endurecido y una pantalla de tubería perforada, después de lo cual se instala una bomba para recolectar el agua. Los pozos más profundos se pueden excavar con métodos de perforación manual o con máquina, usando una broca en un pozo. Los pozos perforados generalmente están revestidos con una tubería hecha en fábrica compuesta de acero o plástico. Los pozos perforados pueden acceder al agua a profundidades mucho mayores que los pozos excavados.
Dos amplias clases de pozos son los pozos poco profundos o no confinados completados dentro del acuífero saturado superior en esa ubicación, y los pozos profundos o confinados, hundidos a través de un estrato impermeable en un acuífero debajo. Se puede construir un pozo colector junto a un lago o arroyo de agua dulce con agua que se filtra a través del material intermedio. El sitio de un pozo puede ser seleccionado por un hidrogeólogo o un topógrafo de aguas subterráneas. El agua puede ser bombeada o extraída a mano. Las impurezas de la superficie pueden llegar fácilmente a fuentes poco profundas y se debe evitar la contaminación del suministro por patógenos o contaminantes químicos. El agua de pozo generalmente contiene más minerales en solución que el agua superficial y puede requerir tratamiento antes de ser potable. La salinización del suelo puede ocurrir a medida que cae el nivel freático y el suelo circundante comienza a secarse. Otro problema ambiental es la posibilidad de que metano se filtre en el agua.

## Historia

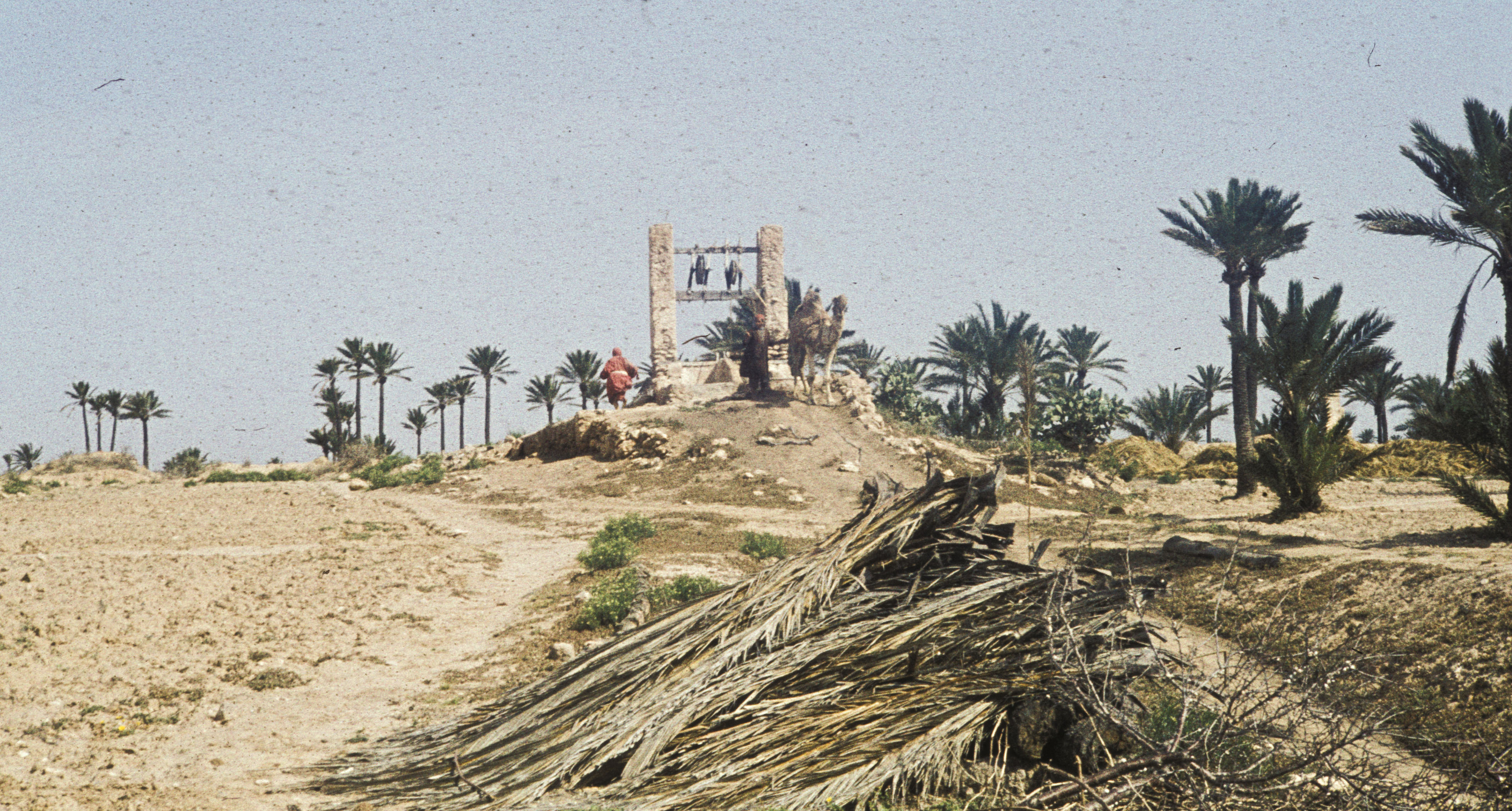
Camello sacando agua de un pozo, isla de Djerba, Túnez, 1960

Se conocen pozos muy tempranos del Neolítico del Mediterráneo Oriental: El pozo más antiguo datado de manera confiable es del sitio arqueológico neolítico pre-cerámica (PPN) de Kissonerga-Mylouthkia en Chipre. Alrededor del 8400 a. C., se abrió un pozo (pozo 116) de diámetro circular a través de piedra caliza para llegar a un acuífero a una profundidad de 8 metros. El pozo 2070 de Kissonerga-Mylouthkia, que data de finales de PPN, alcanza una profundidad de 13 metros. Se conocen otros pozos ligeramente más jóvenes de este sitio y de los vecinos Parekklisha-Shillourokambos. Otro pozo primerizo de piedra forrada de 5,5 metros de profundidad está documentado en un sitio PPN final inundado (c. 7000 a. C.) en 'Atlit-Yam frente a la costa cerca de la moderna Haifa en Israel.
Los pozos revestidos de madera se conocen desde principios de la cultura de la cerámica lineal del Neolítico, por ejemplo en Ostrov, República Checa, con fecha de 5265 a. C., Kückhoven (un centro periférico de Erkelenz), con fecha de 5090 BC, y Eythra en Schletz (un centro periférico de Asparn an der Zaya) en Austria, con fecha de 5200  a. C..
Los chinos neolíticos descubrieron e hicieron un uso extensivo del agua subterránea perforada profundamente para beber. En El Libro de los Cambios, originalmente un texto de adivinación de la dinastía Zhou Occidental (1046-771 a. C.), contiene una entrada que describe cómo los antiguos chinos mantenían sus pozos y protegían sus fuentes de agua. Se creía que un pozo excavado en el sitio de excavación de Hemedu se construyó durante la era neolítica. El pozo estaba revestido por cuatro filas de troncos con un marco cuadrado unido a ellos en la parte superior del pozo. También se cree que 60 pozos de tejas adicionales al suroeste de Beijing se construyeron alrededor del año 600 a. C. para beber y regar.

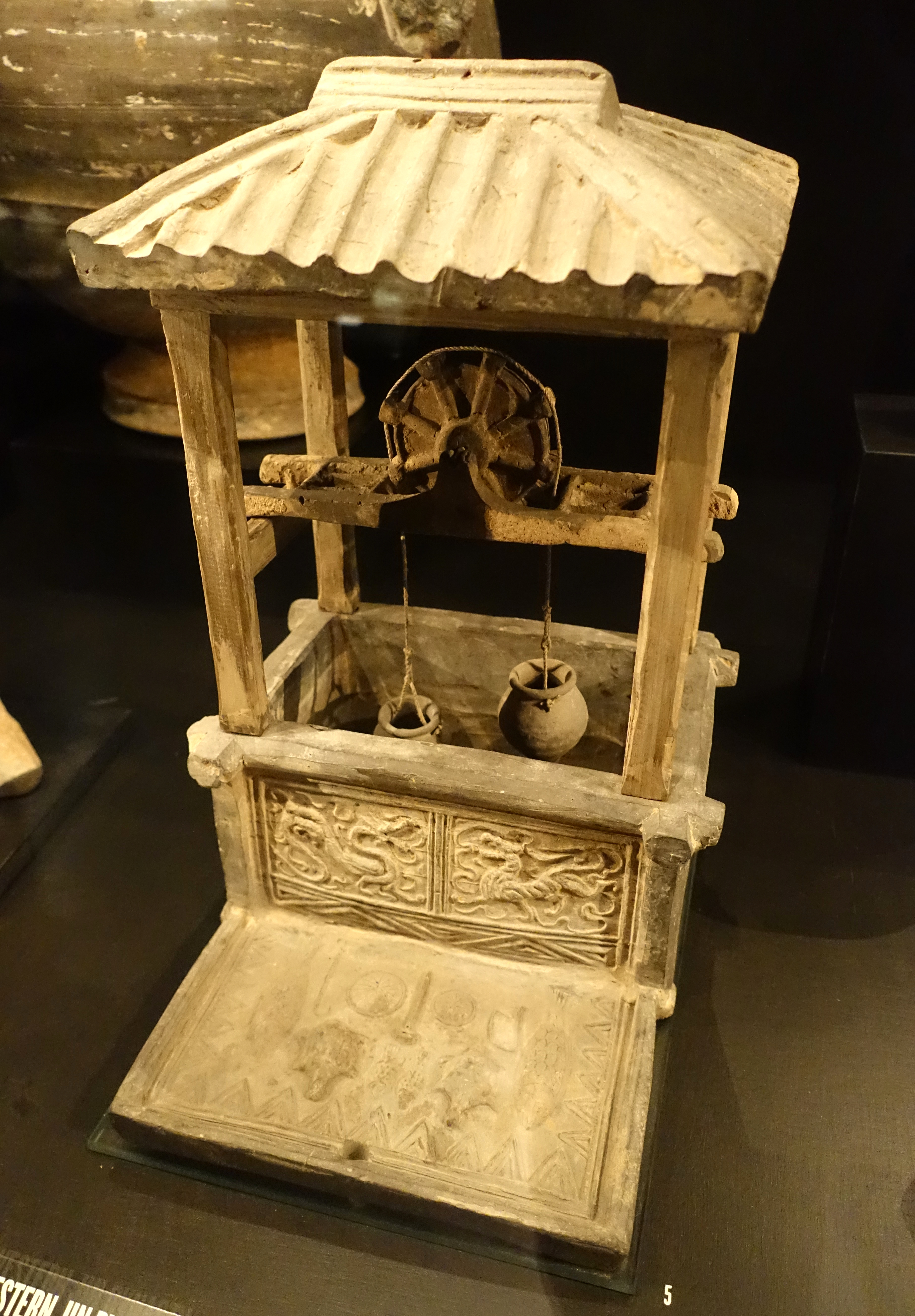
Una maqueta de cerámica china de un pozo con un sistema de polea de agua, excavado en una tumba del período de la dinastía Han (-)

En Egipto, se usan shadoofs y sakias. El sakia es mucho más eficiente, ya que puede sacar agua desde una profundidad de 10 metros (frente a los 3 metros del shadoof). La sakia es la versión egipcia de la noria. Algunos de los pozos conocidos más antiguos del mundo, ubicados en Chipre, datan del 7000 al 8500 a. C. Se han descubierto en Israel dos pozos del Neolítico, alrededor del 6500 a. C. Uno está en Atlit, en la costa norte de Israel, y el otro es el Valle de Jezreel.
Los pozos para otros fines aparecieron mucho más tarde, históricamente. El primer pozo de sal registrado fue excavado en la provincia china de Sichuan hace unos 2250 años. Esta fue la primera vez que la antigua tecnología de pozos de agua se aplicó con éxito para la explotación de sal y marcó el comienzo de la industria de extracción de sal de Sichuan. Los pozos de petróleo más antiguos conocidos también se perforaron en China, en 347 de la era común. Estos pozos tenían profundidades de hasta aproximadamente 240 m y fueron perforados usando brocas unidas a postes de bambú. El aceite se quemó para evaporar salmuera y producir sal. En el siglo X, extensos oleoductos de bambú conectaban pozos de petróleo con manantiales de agua salada. Se dice que los registros antiguos de China y Japón contienen muchas alusiones al uso de gas natural para iluminación y calefacción. El petróleo se conocía como "agua ardiente" en Japón en el siglo VII.

## Tipología tradicional
Los pozos tradicionales para recoger agua suelen emplazarse en el entorno de las casas, bien en el patio de la vivienda (como el tradicional pozo artesiano) o en la zona común vecinal (con modelos específicos como los singulares pozzi de la ciudad de Venecia). Por seguridad y utilidad, el pozo se rodea a nivel de superficie con un brocal, a modo de pretil o parapeto, sobre el que se instala una polea o un cigüeño, para subir y bajar el recipiente, por lo general un cubo o balde. También se le suele colocar una tapadera para evitar que caiga suciedad en su interior o posibles accidentes.
El conjunto del pozo con el brocal y la polea se conoce también como aljibe.
En las poblaciones donde, por filtración de aguas residuales, el nivel freático puede estar contaminado y el agua del pozo ya no es potable, puede seguir utilizándose para labores de limpieza y riego.
Ha quedado referencia arqueológica de pozos del XII a. C. en Persia.[cita requerida]

## Simbolismo

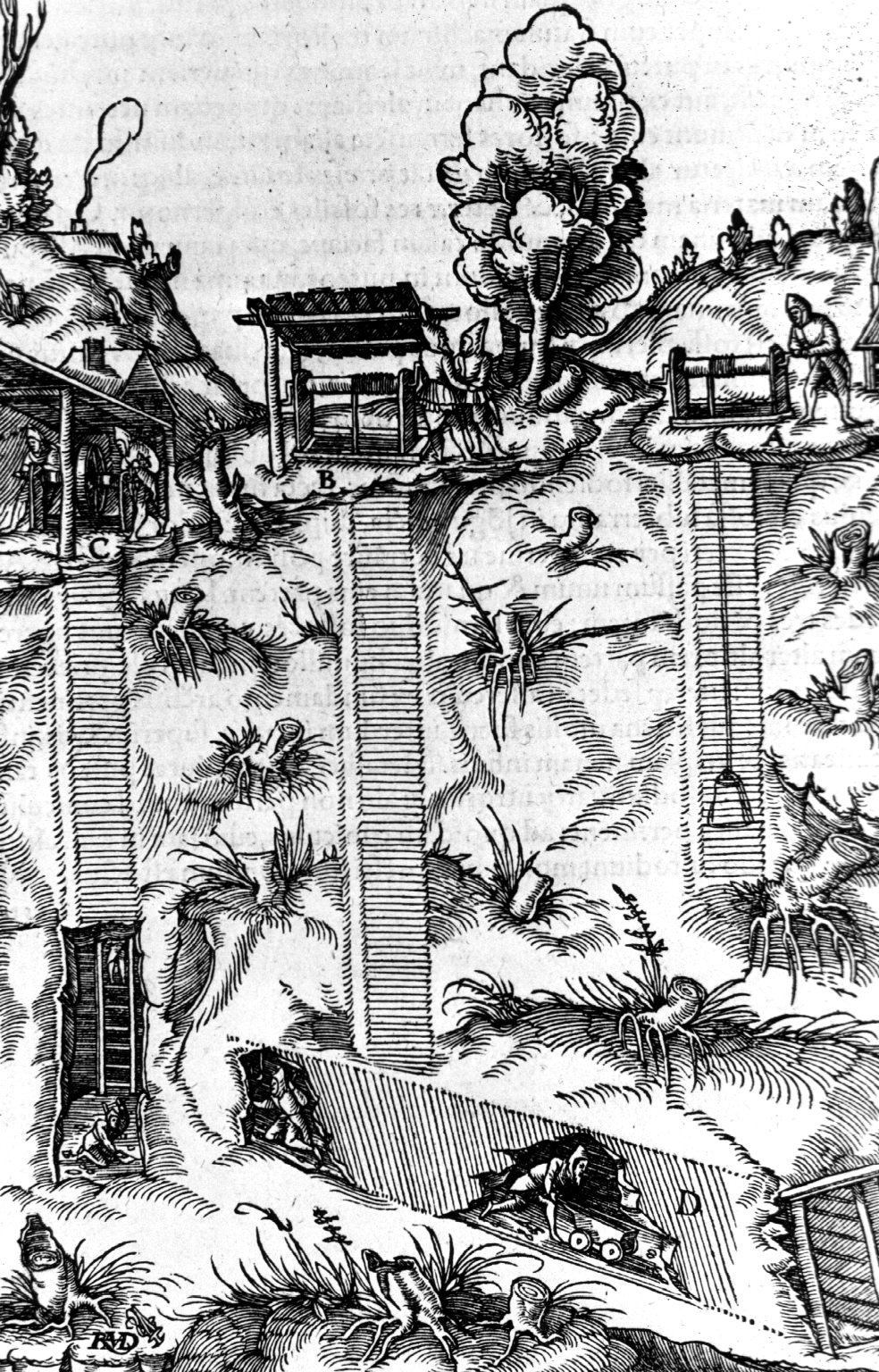
Grabado de la obra del geólogo Georgius Agricola De re metallica, publicada en Basilea en 1657. En la ilustración se ofrece un corte con la disposición de pozos y galerías en una explotación minera del, en Europa.

Como símbolo, el pozo aparece ya en las culturas más primitivas, anteriores a la civilizaciones de la Antigüedad. Así, por ejemplo, el controvertido musicólogo alemán Marius Schneider anotaba que en los ritos medicinales entre los animistas, el eje o centro del proceso queda representado por un lago o pozo, con cuyas aguas se mojan manos, pecho y cabeza los enfermos; como signos acuáticos de salvación, al borde del agua crecen las cañas y quedan depositadas las conchas. También la diosa griega de la agricultura, Deméter, y otras deidades clásicas suelen representarse junto al brocal de un pozo. En el cristianismo, el pozo es símbolo de salvación (dentro del esquema conceptual de la vida como peregrinación), siendo el agua refrescante y purificadora «símbolo de la aspiración sublime, de la cuerda de plata que liga el palacio del centro».
En el acto de sacar agua de un pozo —como en el simbolismo de la pesca— se lee el proceso purificador de «extraer desde lo hondo», siendo lo que asciende "puro contenido numinoso". Del mismo modo que mirar el fondo de un pozo, como contemplar el agua de un lago son representaciones del acto místico contemplativo. Finalmente, Juan Eduardo Cirlot, anota también el dato de la asociación de pozo en las alegorías medievales como símbolo del ánima y atributo femenino.

## Iconografía
En la iconografía del cristianismo, como en el de otras religiones, el brocal del pozo en un elemento casi recurrente, presente en varios conocidos pasajes del Viejo y el Nuevo Testamentos. La Biblia, como libro escrito por y para un pueblo de pastores, el pozo es «el lugar de encuentro». Como símbolo se materializa no solo por su funcionalidad y utilidad sino también representando el lugar de las aguas vivas (culminación de la revelación cristiana), que se sintetiza en el pasaje de Cristo y la mujer samaritana donde Jesús «expresa de manera clara su condición mesiánica».

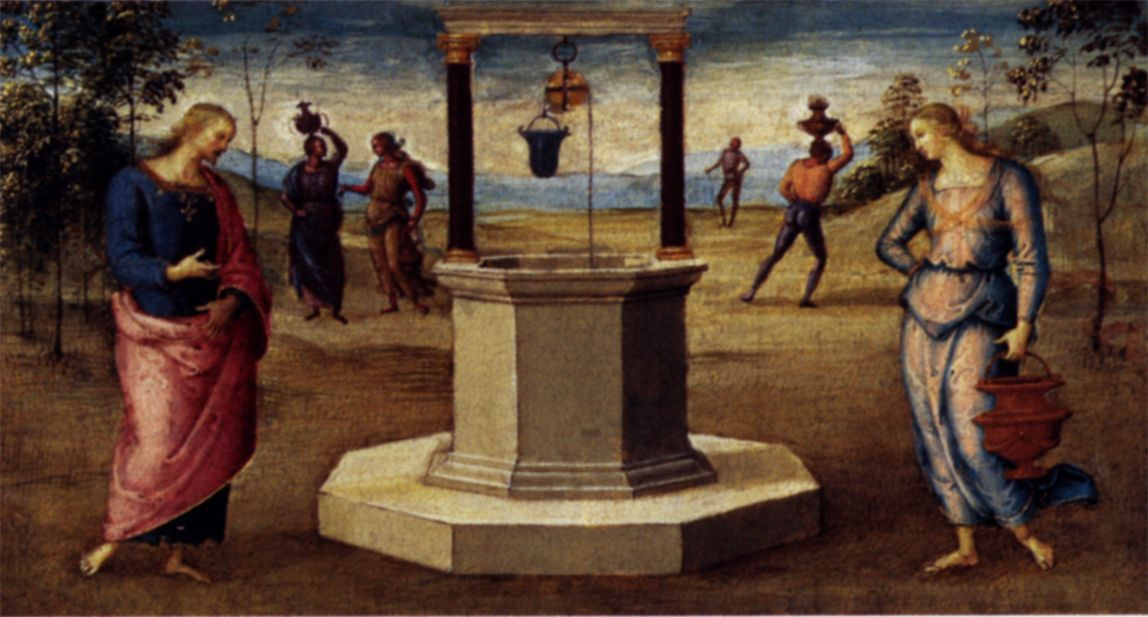
Perugino (1506)
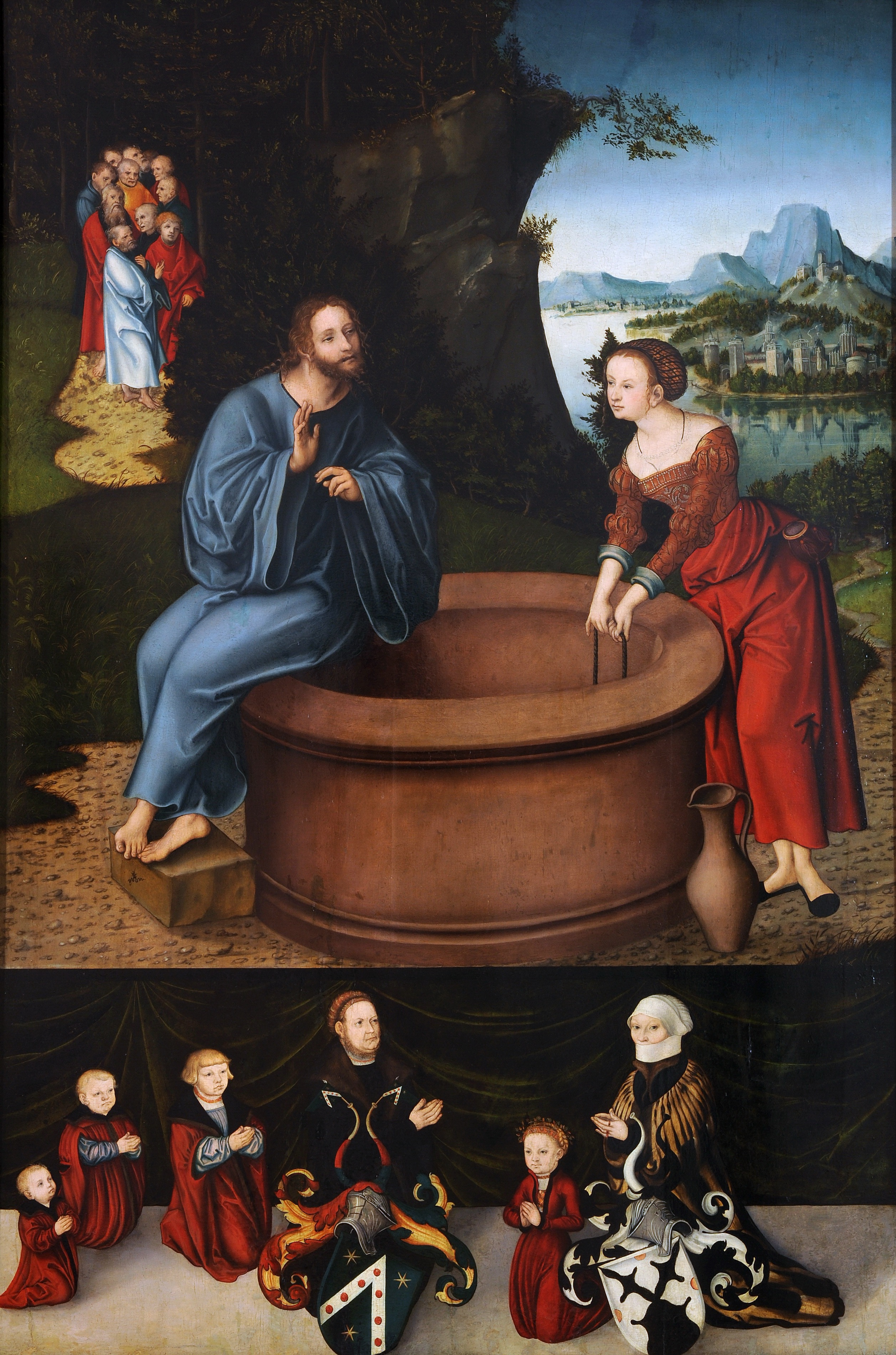
Lucas Cranach el Viejo (1525 a 1537)
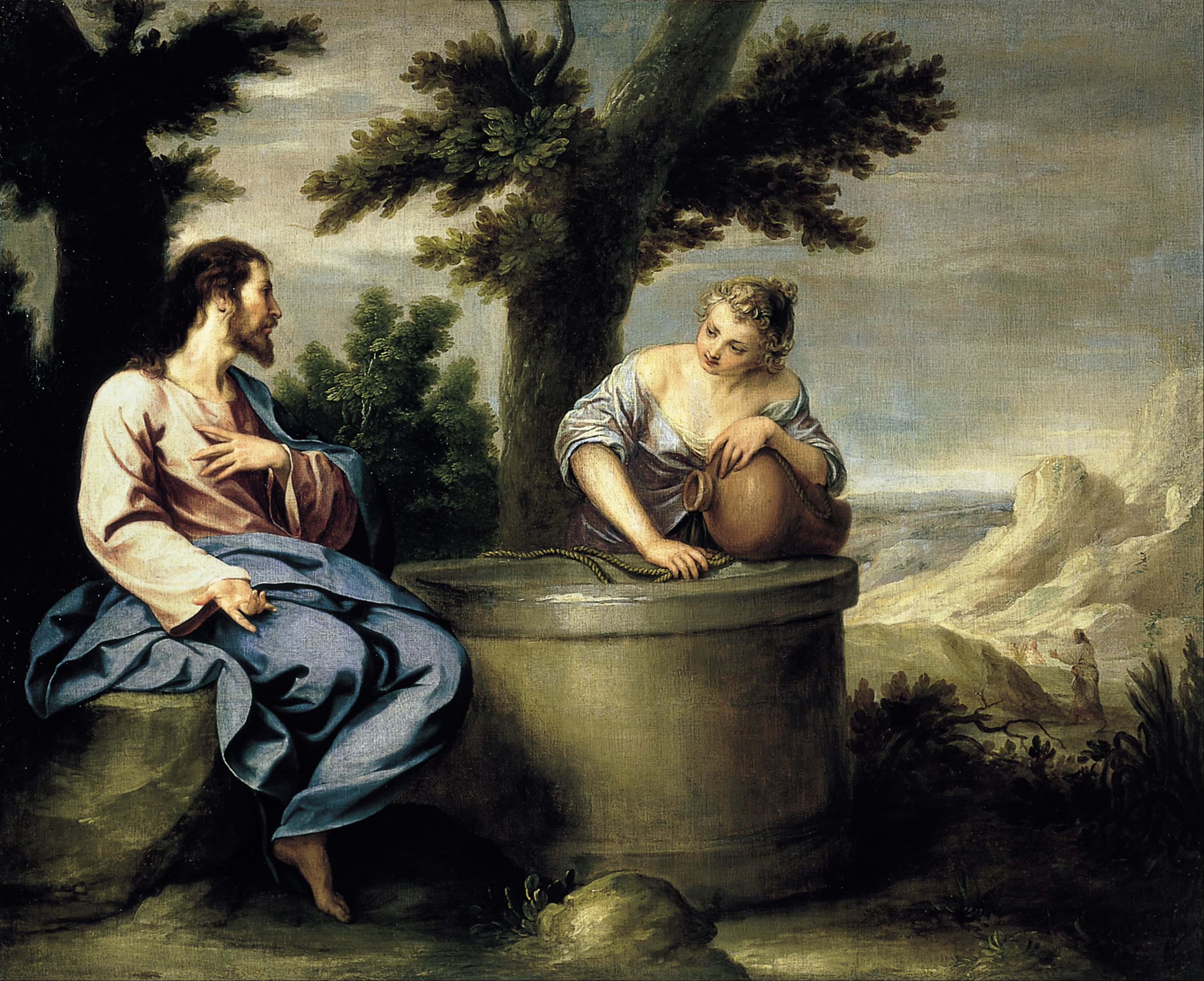
Alonso Cano (1640)
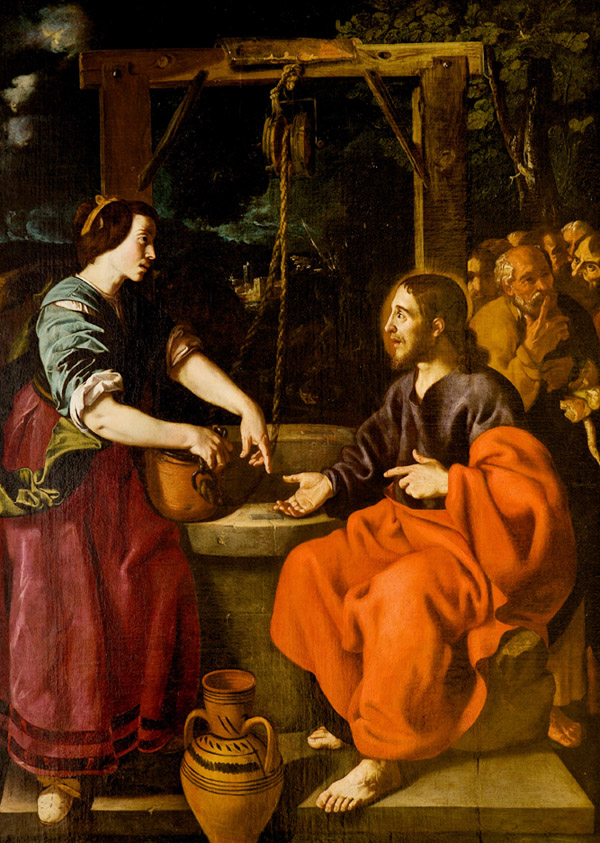
Jacinto de Espinosa (ca. 1650)

En un marco cultural más amplio, y siempre a través de la herencia del simbolismo, el pozo sintetiza una tripe iconografía como «eje de la representación del Universo»:
- vínculo entre la superficie y el subsuelo, que comunica con mundos inferiores (infiernos y monstruos);
- imagen o espejo del cielo que se refleja en las aguas del fondo (integrando así el nivel superior);
- imagen desfigurada y borrosa que emerge en la oscuridad entre las angostas paredes del pozo.

## Uso en el lenguaje

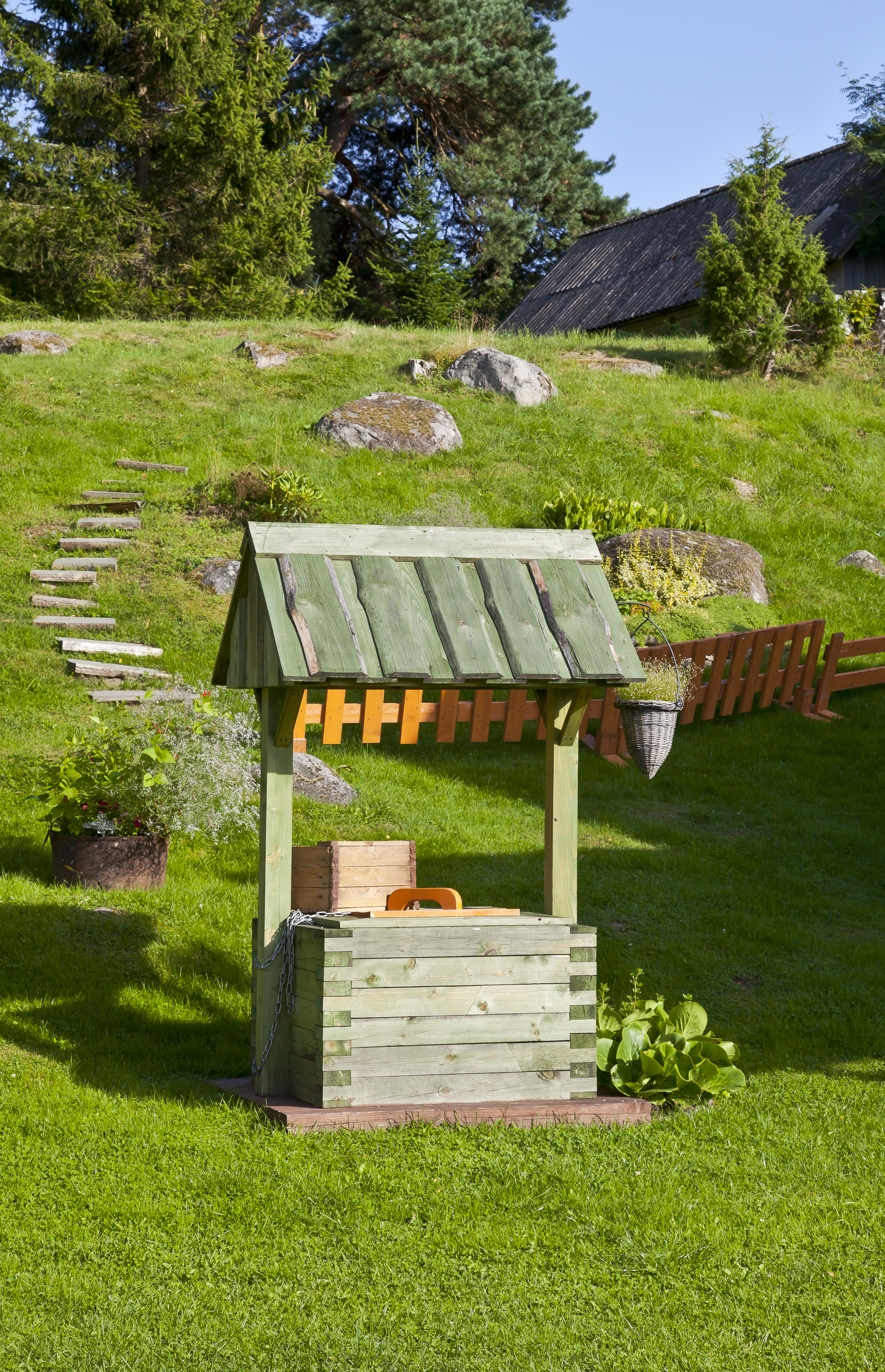
Típico pozo de madera, parque nacional de Lahemaa, Estonia.

De entre una rica colección entre refranes, adagios, frases hechas y dichos relativos al pozo, pueden servir como ejemplos:
- «El muerto al pozo, y el vivo al gozo» (se usa para expresar que no se debe exagerar el duelo por la pérdida de una persona, y que se debe actuar pensando más en el beneficio de los que todavía están vivos y no en el de aquellos que ya no lo están).
- «Mi gozo en un pozo» (decepción, ilusiones frustradas).
- «¡Me voy a tirar a un pozo!» (desesperación, decisión alocada). «Estás en el pozo» (estar mal).
- «Y si Fulanito (una persona cualquiera) se tira a un pozo, ¿también te vas a tirar?» (se usa para preguntar o criticar a alguien su imitación de las acciones de los otros, su comportamiento irracional).
- «Es un pozo sin fondo» (referido a alguien o algo que consume recursos sin parar).
- «Es un pozo de inmundicia y lascivia» (expresión literaria: pozo como lugar abyecto y oculto, quizás con referencia al mundo subterráneo, lugar donde tradicionalmente se situaba el infierno).
- «Gato, tírate al pozo» (en algunos lugares de Argentina se utiliza para incitar a una persona a que inicie el cortejo).
- «Ahogado el niño, a tapar el pozo» (se utiliza en México como crítica a la respuesta tardía ante situaciones desagradables que pudieron evitarse).